# High Energy Stereoscopic System

Das Logo der H.E.S.S.-Kollaboration

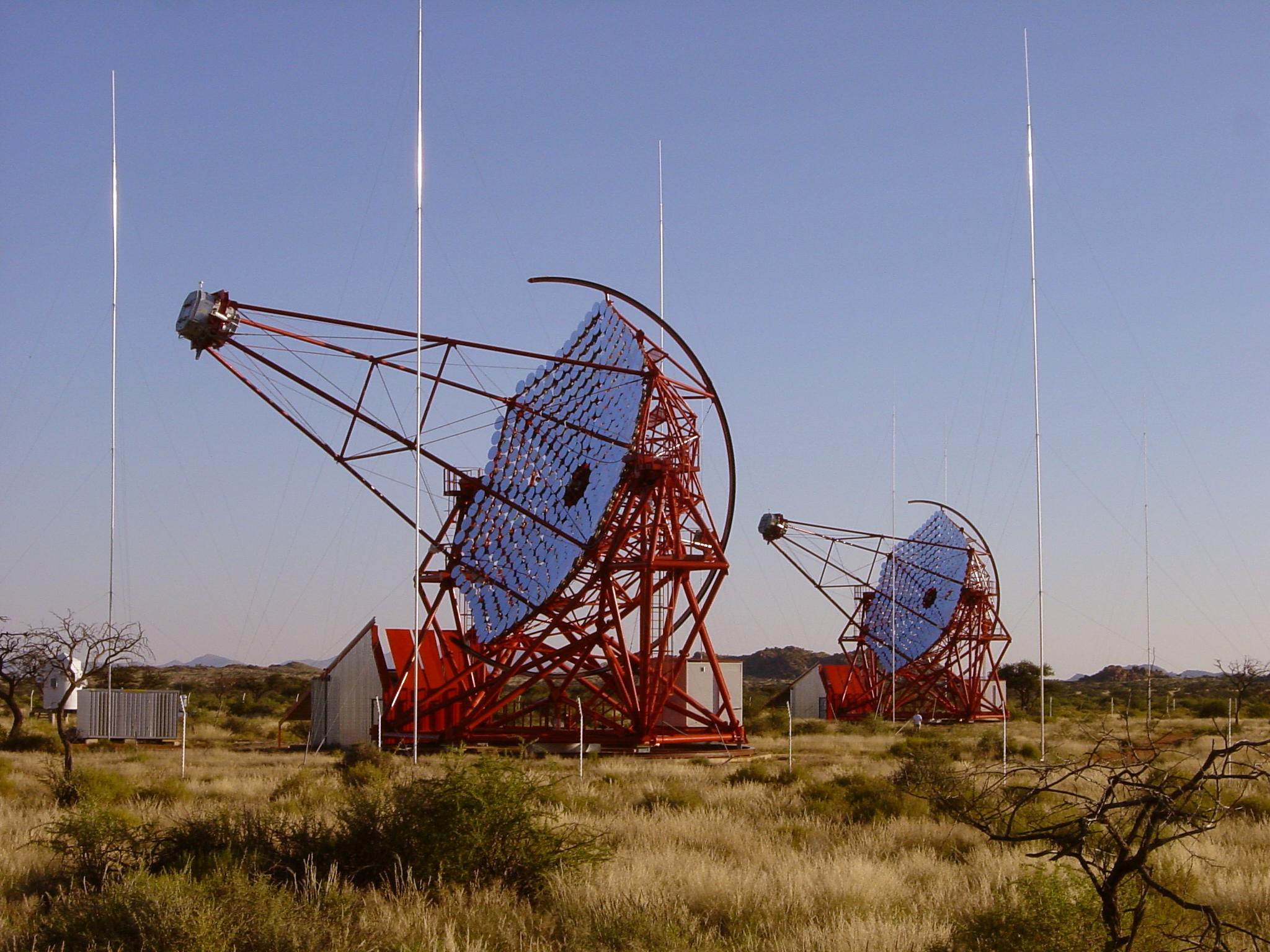
Die Teleskope CT-2 und CT-3

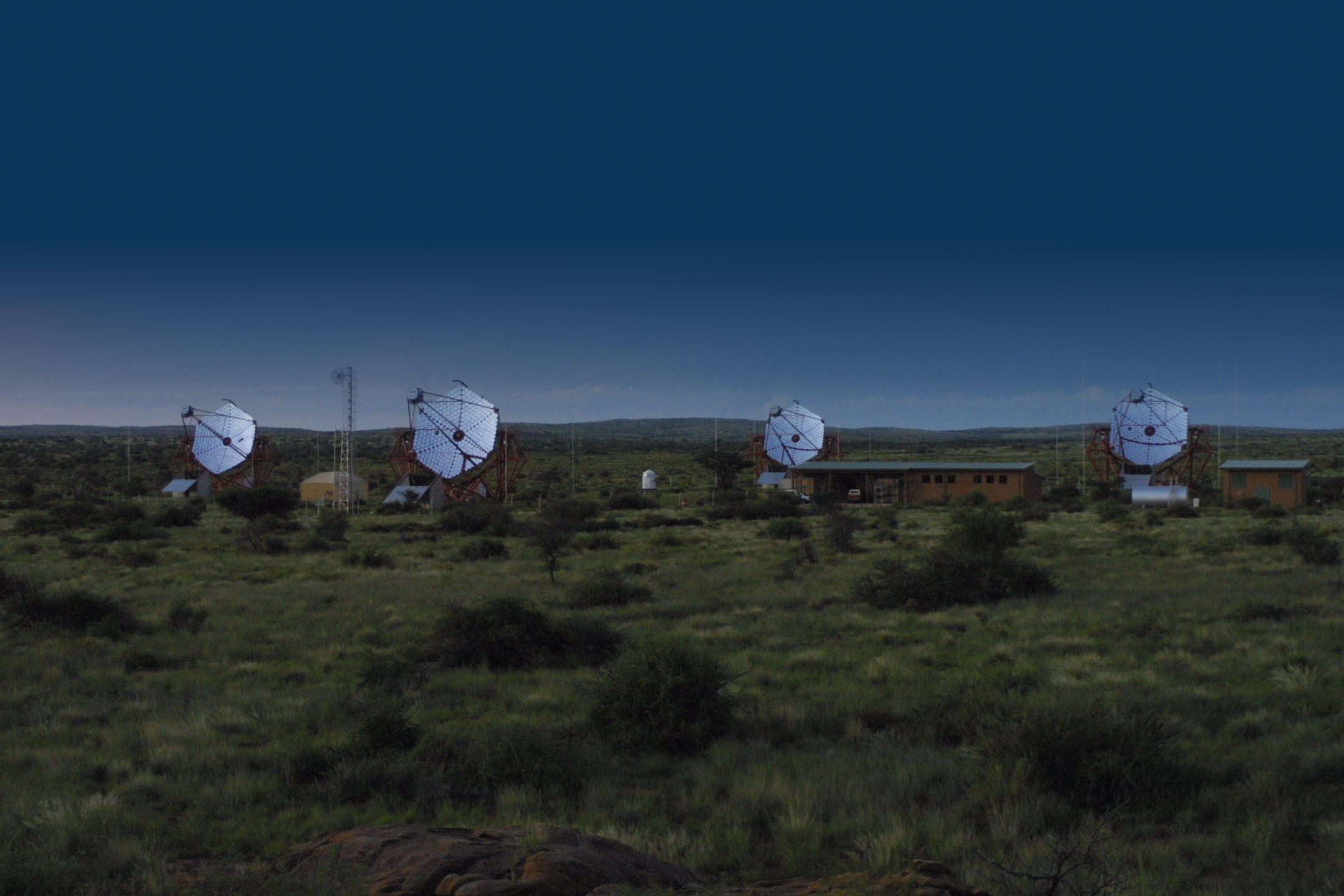
Vier Teleskope im nächtlichen Betrieb

Das High Energy Stereoscopic System oder H.E.S.S. ist ein System von Abbildenden Tscherenkow-Teleskopen (IACTs) zur Untersuchung der kosmischen Gammastrahlung im Energiebereich zwischen 30 GeV und einigen 10 TeV.  

## Zweck und Namensgebung
H.E.S.S. ermöglicht das Erforschen von Gammastrahlungs-Quellen mit Intensitäten im Bereich von weniger als ein Prozent des Krebsnebels. 
Das System wird auf der Farm Göllschau in Namibia in der Nähe des Gamsbergs betrieben. Das Gebiet ist bekannt für seine besondere Eignung zu optischen Beobachtungen.
Das Akronym H.E.S.S. wurde zu Ehren von Victor Franz Hess gewählt, der als Erster die kosmische Strahlung nachgewiesen hat. 
Der Name betont zwei Hauptmerkmale des Systems, nämlich die gleichzeitige Beobachtung von Luftschauern mit mehreren Teleskopen und das Zusammenfassen aller Teleskope zu einem gemeinsamen System, um die Energieschwelle zu senken und die effektive Detektionsfläche für Gammastrahlung zu erhöhen. 

## Geschichte
Das erste der vier Teleskope von Phase I des H.E.S.S.-Projektes wurde im Sommer 2002 in Betrieb genommen; seit Dezember 2003 werden alle vier Teleskope gemeinsam betrieben. Am 28. September 2004 wurde das System offiziell eingeweiht. 
Im Jahre 2004 konnte H.E.S.S. als erstes IACT-Experiment die Struktur einer Quelle kosmischer Gammastrahlung räumlich auflösen. Im Jahre 2005 hat H.E.S.S. acht neue Quellen hochenergetischer Gammastrahlung entdeckt und damit die Zahl der bekannten Quellen verdoppelt. Zwei dieser Quellen konnten noch nicht mit bereits bekannten Objekten wie etwa Supernovaüberresten oder Pulsaren identifiziert werden. Der bestehende Aufbau wurde bis Juli 2012 um ein Teleskop mit 28 Meter Durchmesser erweitert (H.E.S.S. Phase II). Ursprünglich war geplant, die Anlage um 12 weitere Teleskope von der gleichen Größe der vier bisherigen auf dann 16 Teleskope zu erweitern. Dieser Plan wurde jedoch aus finanziellen Gründen aufgegeben.
Erstes Licht von H.E.S.S. II war am 26. Juli 2012. Mit einer von nur zwei Messungen überhaupt weltweit hat H.E.S.S. II Anfang Juli Gammastrahlung des Vela-Pulsars aufgezeichnet.

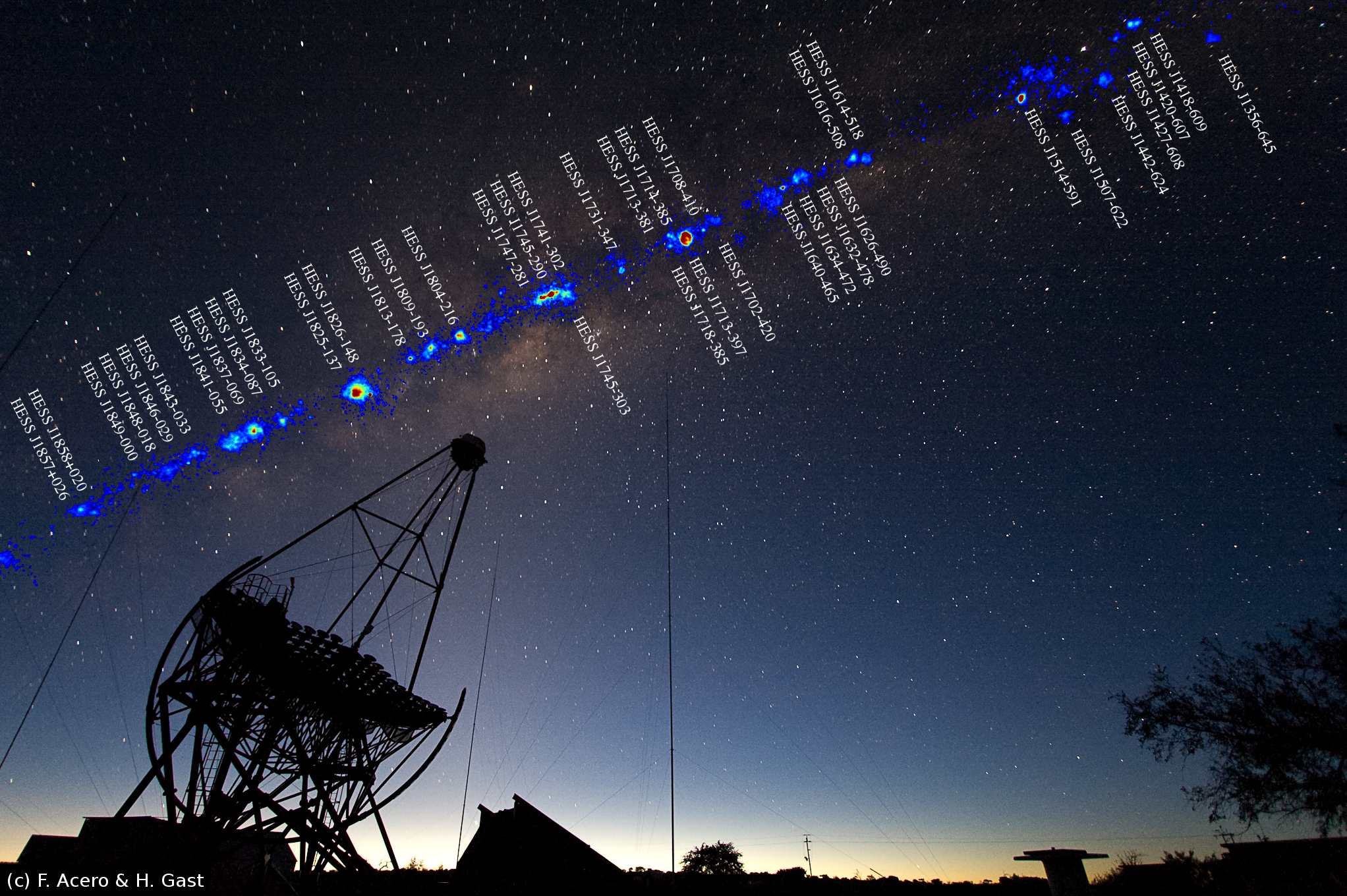
Durch H.E.S.S. gefundene Gammastrahlungsquellen (Montage)

## Aufbau

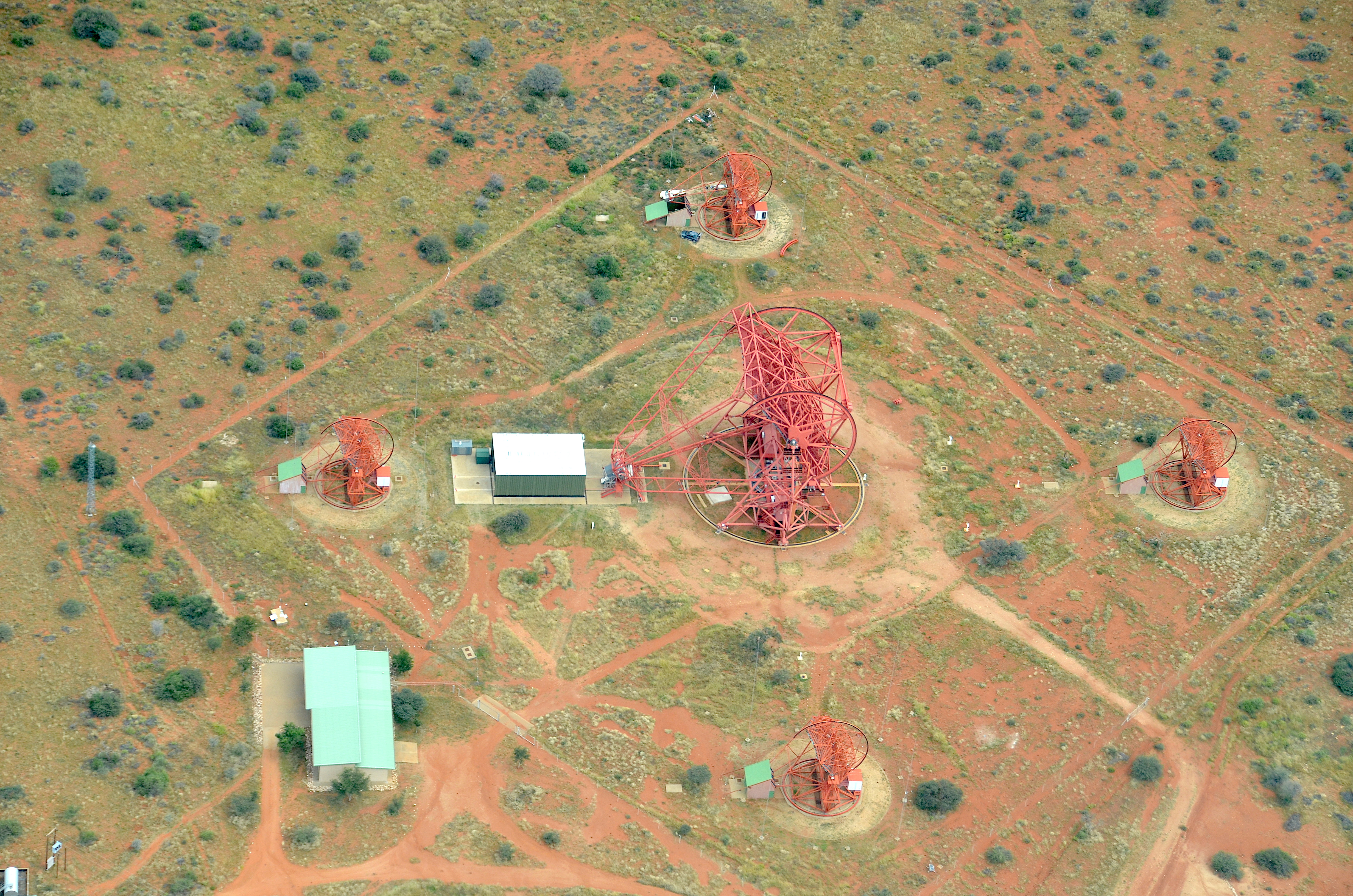
H.E.S.S. aus der Vogelperspektive (2017)

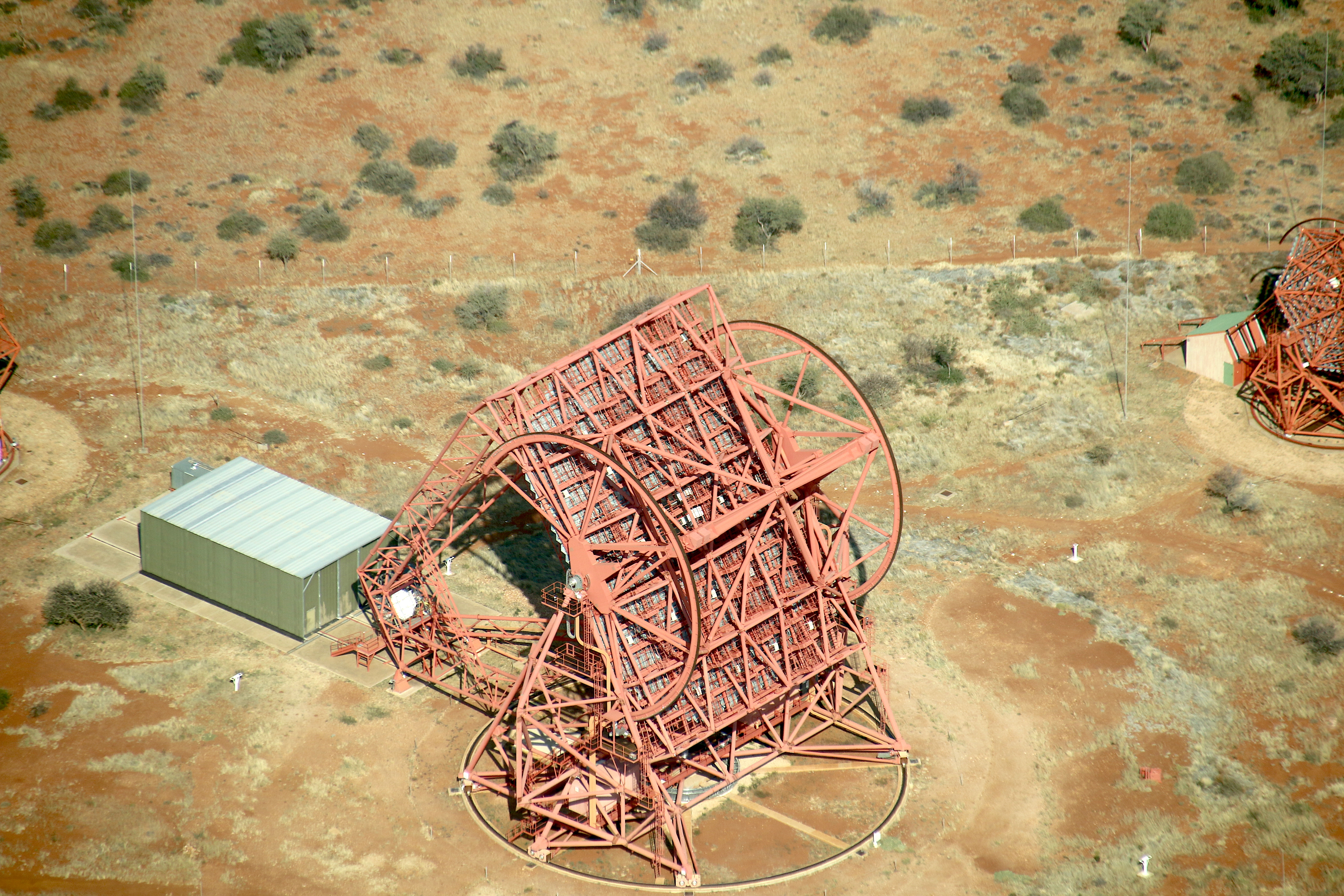
Luftaufnahme des H.E.S.S. (2018)

Die vier Teleskope der Phase I stehen auf den Eckpunkten eines Quadrats von 120 m Seitenlänge. Die Spiegel der Teleskope setzen sich aus je 382 runden Spiegelfacetten von 60 cm Durchmesser zusammen. Dies ergibt eine Gesamtspiegelfläche von 108 m² pro Teleskop, entsprechend der Fläche eines Einzelspiegels von 11,73 m Durchmesser.
Das fünfte Teleskop der Phase II steht im Schnittpunkt der Diagonalen der Phase-I-Teleskope. Der Spiegel besteht aus 875 sechseckigen Spiegelfacetten mit 90 cm Durchmesser. Die Gesamtspiegelfläche beträgt 614 m² und die Gesamthöhe ca. 40 m. Das Gesamtgewicht ist 600 t.
Somit handelt es sich hierbei um das derzeit größte Spiegelteleskop der Erde.

## Beteiligte deutsche Forschungsinstitute
- Max-Planck-Institut für Kernphysik, Heidelberg
- Erlangen Centre for Astroparticle Physics (ECAP) der Universität Erlangen-Nürnberg
- AG Experimentelle Elementarteilchenphysik der Humboldt-Universität Berlin
- Fakultät für Physik und Astronomie der Ruhr-Universität Bochum
- Institut für Experimentalphysik der Universität Hamburg
- Landessternwarte Heidelberg-Königstuhl der Universität Heidelberg
- Institut für Astronomie und Astrophysik der Universität Tübingen
- DESY, Standort Zeuthen